# Homberger Synode

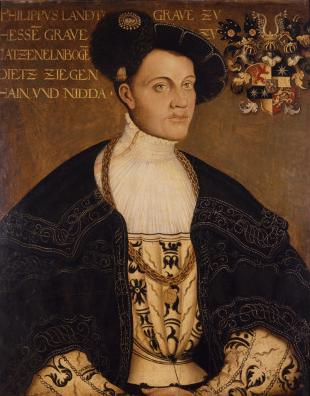
Philipp der Großmütige

Die Homberger Synode fand 1526 in Homberg (Efze) statt. An ihr nahmen Vertreter der geistlichen und weltlichen Landstände der Landgrafschaft Hessen teil, um in der Homberger Stadtkirche zu diskutieren, ob der protestantische Glaube in der Landgrafschaft einzuführen sei. Großer Fürsprecher war Landgraf Philipp I., der auch Initiator der Versammlung war. Schließlich wurde die Landgrafschaft protestantisch, da die Mehrheit der Anwesenden auf der Synode Philipps Vorhaben unterstützte. Die infolge der Synode ausgearbeitete neue Kirchenordnung trat jedoch nie in Kraft, da sie dem Reformator Martin Luther als zu tiefgreifend erschien.

## Anlass
Auf dem Reichstag zu Speyer im Jahr 1526 wurde die Durchführung des fünf Jahre zuvor auf dem Reichstag zu Worms erlassenen Wormser Ediktes, das die Verbreitung der Lehren Martin Luthers verbot, den Reichsständen überlassen und damit faktisch suspendiert. Daraufhin berief Landgraf Philipp eine Synode in der Stadtkirche von Homberg ein, auf der die Vertreter der Landstände die Möglichkeit einer neuen reformierten Kirchenordnung besprechen sollten.
Homberg war zur damaligen Zeit Knotenpunkt mehrerer Handelswege und bot ausreichend Übernachtungsmöglichkeiten. Schon in den Jahren 1508, 1509, 1514 und 1518 hatten Landtage in der Stadtkirche stattgefunden. Zu den Geladenen zählten Prälate, Äbte, Ordens- und Weltgeistliche, die Ritterschaft und die Vertreter der Städte.

## Vorbereitungen
Der Landgraf plante neben der Reformation auch weitergehende Neuordnungen. So wollte er unter Verwendung des kirchlichen Vermögen das Pfarr-, Armen- und Schulwesen reformieren. Zur Seite stand ihm bei diesem Unterfangen sein französischer Berater Franz Lambert von Avignon. Franz Lambert hatte den Auftrag bekommen, Grundsätze für das Homberger Gespräch zu verfassen. Er nannte seine Thesen Paradoxa, was wohl von den Widersprüchen zwischen der alten und der neuen Ordnung herrührt. Einer seiner einflussreichsten Helfer beim Erstellen der Paradoxa war Adam Krafft, einer der wichtigsten Berater Philipps.
Am 5. Oktober lud Philipp Konventspersonen der Klöster ein, am 20. Oktober an der Synode in Homberg teilzunehmen. Am Tag darauf folgten Einladungen an die Altaristen (Kaplan oder Vikar) und Pfarrer, die durch Bürgermeister, Stadträte und Rentmeister überbracht wurden. Am 10. Oktober erhielten die Klöster eine weitere Einladung, dass sie sich schon am 19. Oktober in Homberg einfinden sollten, um zu Lamberts Thesen, die noch nicht bekannt gemacht worden waren, Stellung zu nehmen.
Nach der Synode veröffentlichte Lambert sie in einem Buch mit kurzen Erläuterungen. Es handelte sich um 158 Thesen und 47 Anhänge, die in 23 Gruppen unterteilt wurde. Jede Gruppe trug eine Überschrift, die den Inhalt zusammenfassend verdeutlichen sollte. Zudem enthielt die in Latein abgefasste Schrift (Lambert war des Deutschen nicht mächtig) eine ausführliche Einleitung und ein kurzes Fazit.

## Themen der Synode
In Lamberts „Paradoxa“, die dem bisherigen Glauben entgegenstanden, ging es schwerpunktmäßig um das Verständnis von Glaube, Kirche, Pfarramt, Abendmahl und Taufe. Mit dem Hinweis, Jesus Christus sei der einzige Mittler zwischen Mensch und Gott sei, schloss er jede Mittlerstellung der Kirche aus. Zugleich stellte er klar, dass auch Mönchen und ehelosen Pfarrern in dieser Beziehung keine besondere Rolle zukäme und sie keine besondere Heiligkeit besäßen. Die Existenz von Klöstern und Mönchtum sei biblisch nicht begründet und daher ebenfalls ohne besondere Heiligkeit. Die Säkularisierung, die tiefgreifende Folgen nach sich zog und wesentlich zur Finanzierung von Philipps Reform des Schul- und Hospitalwesens beitrug, beruhte auf dieser Feststellung.
Auch die Verehrung von Bildern lehnte Lambert ab. Sollten Bilder oder Bildnisse doch angebetet oder verehrt werden, sollten sie der Vernichtung anheimfallen, da nur Christus angebetet werden durfte. Die Vorstellung des Fegefeuers, in dessen Flammen der Mensch seine Sünden unter Pein abzuleisten hatte, missfiel der reformierten Vorstellung, da den Menschen nicht gute Taten vor Gott rechtfertigen konnten, sondern allein der Glaube. Eine weitere wichtige Neuerung, die Produkt der neuen Kirchenordnung sein sollte, war das Abhalten des Gottesdienstes in deutscher Sprache, damit ihm jeder Anwesende unabhängig von seinem Bildungsstand folgen könnte.
Die Thesen hatte Lambert innerhalb von drei Wochen erarbeitet. Aus ihnen spricht keine tiefe Gelehrsamkeit, aber eines ist deutlich: die Konfrontation mit den Katholiken und die Begründung einer Neuordnung, deren Grundlage die Bibel sein sollte.

## Verlauf

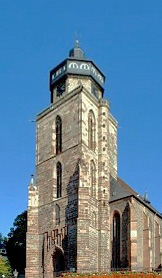
Stadtkirche St. Marien in Homberg

Die Synode begann am Sonntag, dem 21. Oktober, in der Stadtkirche. Neben den Geladenen waren auch einige neugierige Homberger Bürger anwesend. Der Landgraf hatte allen Anwesenden freies Geleit zugesichert. Die Eröffnungsrede hielt im Namen des Landgrafen der Kanzler Johann Feige. Als Grundlage der beginnenden Diskussion diente Lamberts Paradoxa. Die Thesen wurden zunächst von Lambert selbst auf Lateinisch und danach von Adam Krafft auf Deutsch vorgetragen. In der darauf folgenden Aussprache sollten alle Lateinkundigen sich an Lambert, alle anderen hingegen an Krafft wenden. Danach verlas, erläuterte und begründete Lambert aus der Bibel seine Grundsätze zur Reformation, was mehrere Stunden in Anspruch nahm. Am Nachmittag folgte Kraffts Übersetzung des Ganzen. Im Anschluss forderte er zu Gegenmeinungen auf, doch lediglich der Franziskanerguardian aus Marburg, Nikolaus Ferber, meldete sich zu Wort und erbat eine Besprechung mit dem Landgrafen für den nächsten Tag.
Die Synode wurde am Montag, dem 22. Oktober, fortgesetzt, indem Lambert abermals seine 23 Sätze verlas und danach diejenigen, die ihm widersprechen wollten, zur Wortmeldung aufforderte. Erwartungsgemäß erhob sich Nikolaus Ferber. Er erklärte, es sei nicht der richtige Ort für Verhandlungen und er würde sich ohnehin nur an den Landgrafen wenden. Darauf folgte eine zweistündige Rede des Franziskaners, in der er erklärte, dass zur Einberufung einer Synode und Veranlassung einer Kirchenordnung nur die Kirche, der Papst und die Bischöfe ermächtigt seien. Zudem ermahnte er den Landgrafen, da Kaiser, Papst, sowie einige Universitäten die lutherische Lehre als häretisch verdammt hätten.
Kanzler Feige widersprach dem, indem er auch der weltlichen Obrigkeit das Recht auf die Ausrichtung von Synoden zusprach. Er begründete dies mit Missbräuchen und Abgötterei innerhalb der Kirche und brachte als Beispiele ungeistliche Hoffart, Ehr- und Geldsucht und Verkündigung eines verfälschten und unchristlichen Glaubens vor. Dann forderte er Ferber auf, sich Lamberts Thesen anzuschließen. Ferber weigerte sich und berief sich weiterhin auf Christus und Paulus, laut denen Häretiker und Laien nicht befugt seien, solch eine Disputation zu veranstalten. Zudem versuchte er, sämtliche anwesenden Geistlichen auf seine Seite zu bringen, indem er Philipp vorwarf, Zwietracht zu stiften und geistliche Güter entgegen dem Stifterwillen verwenden zu wollen.
Landgraf Philipp ergriff daraufhin das einzige Mal während der gesamten Synode selbst das Wort, wies Ferbers Vorwürfe zurück und verlangte, in einer Glaubensdisputation ausschließlich mit der Bibel vereinbare Argumente zu verwenden. Doch auch dann fand sich Ferber nicht zu einer Begegnung bereit. Erst als Lambert am Nachmittag triumphierend feststellte, dass keiner, der dem Franziskanerorden angehörte, den Kampf wagte, lockte er Ferber aus der Reserve. Dieser verlas seine 100 Sätze (Assertiones), die jedoch kaum Anklang fanden. Am Ende des Tages rief Ferber noch einmal zum Widerstand gegen Lamberts Thesen und gegen ihn selbst auf, woraufhin er um sein Leben fürchtete und das vom Landgraf zugesicherte freie Geleit in Anspruch nahm.
Der letzte Tag der Synode war Dienstag, der 23. Oktober, zu dem es nur sehr unzureichende Aufzeichnungen gibt. Allerdings ließ sich an diesem Tag mit Magister Johannes Sperber, dem Pfarrer aus Waldau, ein weiterer Geistlicher auf eine Disputation mit Lambert ein. Jedoch soll Lambert ihn dermaßen überlegen widerlegt haben, dass laut der erhaltenen Quellen jeder Anwesende Mitleid mit dem Pfarrer hatte. Danach wurden einige der angesehensten Geistlichen ausgewählt, eine Reformationsordnung für die Landgrafschaft Hessen auszuarbeiten.

## Ergebnisse
Das unmittelbare Ergebnis der Homberger Synode war die Einberufung einer Kommission, die eine Kirchenordnung für die Landgrafschaft Hessen erarbeiten sollte. Jedoch zielte Philipp auf weit mehr ab: So wollte er mit der Homberger Synode den Vertretern der Geistlichkeit und der Stände vor Augen führen, wie notwendig es seiner Meinung nach war, die Reformation auch in seinem Herrschaftsgebiet einzuführen. Außerdem stellte die Homberger Synode eine der ersten auf reformatorischem Boden überhaupt dar, womit sie auch als Vorbild für nachfolgende galt.
Unter Führung Lamberts arbeitete die ausgewählte Kommission die „Reformatio ecclesiarum Hassiae“ innerhalb von zwei Monaten bis Dezember 1526 aus. Diese neue Kirchenordnung enthielt 34 Kapitel mit 195 Sätzen. Sie sah die Predigt als Grundlage der Verbreitung des protestantischen Glaubens. An einem bestimmten Sonntag sollte eine Versammlung aller Pfarrer einberufen werden, auf der diese zu entscheiden hatten, ob sie sich dem reformatorischen Denken anschlössen oder nicht. Wer zustimmte, sollte in ein Verzeichnis eingetragen, wer ablehnte, als Heide bezeichnet werden. Die Gemeinden sollten einen Pfarrer zu ihrem Leiter wählen, den man fortan Bischof nannte und zu deren Aufgaben auch die Ausübung der Kirchenzucht gehören sollte. Weitere Beschlüsse sollten auf einer jährlichen Synode in Marburg gefasst werden, an der alle Bischöfe mit ausgewählten Sydonalen sowie deren weltliche Herren teilnahmen. Zudem sollten auf jeder dieser Synoden drei Visitatoren gewählt werden, die jede Gemeinde besuchen und die Arbeit des Bischofs prüfen sollten. Weitere Vorschläge waren die Auflösung der Klöster, die Stiftung von Hospitälern, die Eröffnung von allgemeinen Schulen, Universitäten und Stipendiatenanstalten.

## Umsetzung
Es gab nicht nur positive Stimmen zur Synode und der neuen Kirchenordnung. So lehnte zum Beispiel Luther die neue Kirchenordnung ab. Er bezeichnete sie als einen „Haufen Gesetze mit so mächtigen Worten“, da sie ihm weder an Umfang noch an Radikalität gefiel. In einem Brief an den Landgrafen schrieb er, dass er die Kirchenordnung in dieser Form nicht akzeptiere. Den Brief schloss er mit folgenden Worten:
„Darum ist mit Furcht und Demut vor Gott zu verfahren und dieses Maß zu halten: kurz und gut, wenig und wohl, nicht zu hastig und stetig fort. Danach, wenn sie einwurzeln, wird des Zutuns mehr folgen als von Nöten ist.“
Damit machte er deutlich, dass er eine schrittweise Einführung der Kirchenordnung bevorzugte. Philipp folgte Luthers Rat und führte die „Reformatio“ nicht ein, sondern verwirklichte zunächst nur einige ihrer Vorhaben. Dies hatte auch politische Gründe, da er es sich nicht mit seinem engsten Bundesgenossen, dem Kurfürsten von Sachsen, verscherzen wollte, wo Luthers Wort als maßgebend galt.
Zudem wurde Philipp vorgeworfen, den protestantischen Glauben nur annehmen zu wollen, um sich selbst zu bereichern, da er damit von der Steuer befreit wäre, die er für den Papst aufzubringen hatte.
Wie von Luther geraten, setzte Landgraf Philipp nur einige Forderungen durch, wie die Säkularisierung der Klöster. Das dadurch gewonnene Vermögen investierte er teilweise in die Gründung der Universität Marburg, die erste reformatorisch inspirierte Universität, und teilweise in die Stiftung von Krankenhäusern.
Weitere Ziele der 1526 ausgearbeiteten Kirchenordnung wurden in den folgenden Jahren erreicht, insbesondere nach dem Abschluss des Vertrags von Hitzkirchen am 14. Juni 1528, in dem der Mainzer Erzbischof Albrecht von Brandenburg endgültig auf die geistliche Gerichtsbarkeit in Hessen verzichtete und Philipp damit den Weg freigab, eine selbständige Landeskirche in Hessen einzuführen. So wurde 1531 mit der Kirchendienerordnung das Amt des Superintendenten eingeführt. 1532 folgten die Gottesdienst-Ordnung und die Hessische Kirchenordnung, die jedoch auch nie eingeführt wurde.

## Bedeutung
Über die Homberger Synode von 1526 und ihre Bedeutung gehen die Meinungen weit auseinander. Dem Verfasser der „Paradoxa“, Franz Lambert von Avignon, erschien die Synode als „heilige Synode, ehrwürdig und christlich und wert, allerorten nachgeahmt zu werden.“ Der härteste Gegner vor Ort, Nikolaus Ferber, sprach hingegen von einer „tragedia“ und fand damit im Gegensatz zum Jesuiten Schmitt noch wohlwollende Worte, der sie kurz als „Aftersynode“ bezeichnete.
Mit der Kirchenordnung, die den Gemeinden die volle Verantwortung über Gottesdienst, Predigt und Lehre übertrug, wurde erstmals der Versuch unternommen, ein ganzes Land an einer grundsätzlichen Glaubensentscheidung teilnehmen zu lassen. Dieser demokratische Zug der Synode gewann in ähnlichen Versammlungen späterer Jahre auch über Deutschlands Grenzen hinaus an Bedeutung. Die Homberger Synode genießt in diesem Zusammenhang einen Vorbildstatus. Die Grundzüge der „Reformatio“ kamen später vor allem in streng reformierten Kirchen Frankreichs, der Schweiz, der Niederlande und Schottlands zu tragen, wodurch die Homberger Synode nicht nur an gesamtdeutscher, sondern auch an europäischer Bedeutung gewann.
Die Homberger Synode zog eine neue Art der Kirchenbuchführung nach sich. So wurden sämtliche kirchenrelevanten Ereignisse, wie Taufen (baptizati), Beerdigungen (defuncti), Trauungen (copulati) und die Namen der Konfirmierten aller protestantischen Gemeindemitglieder vermerkt. Die Zugehörigkeit zu verschiedenen Ständen war für die Vollständigkeit der Daten nicht relevant, sodass sowohl die Daten Adliger als auch die von Schafhirten darin nachzulesen waren. Dies sorgte für einen innerkirchlichen Demokratisierungsprozess und ist noch heute von kultureller Bedeutung. Obwohl seit Einführung der Standesämter die vollständige Erhebung der Personendaten dem Staat obliegt, müssen in jeder Kirchengemeinde auch heute noch die Kirchenbücher weitergeführt werden.

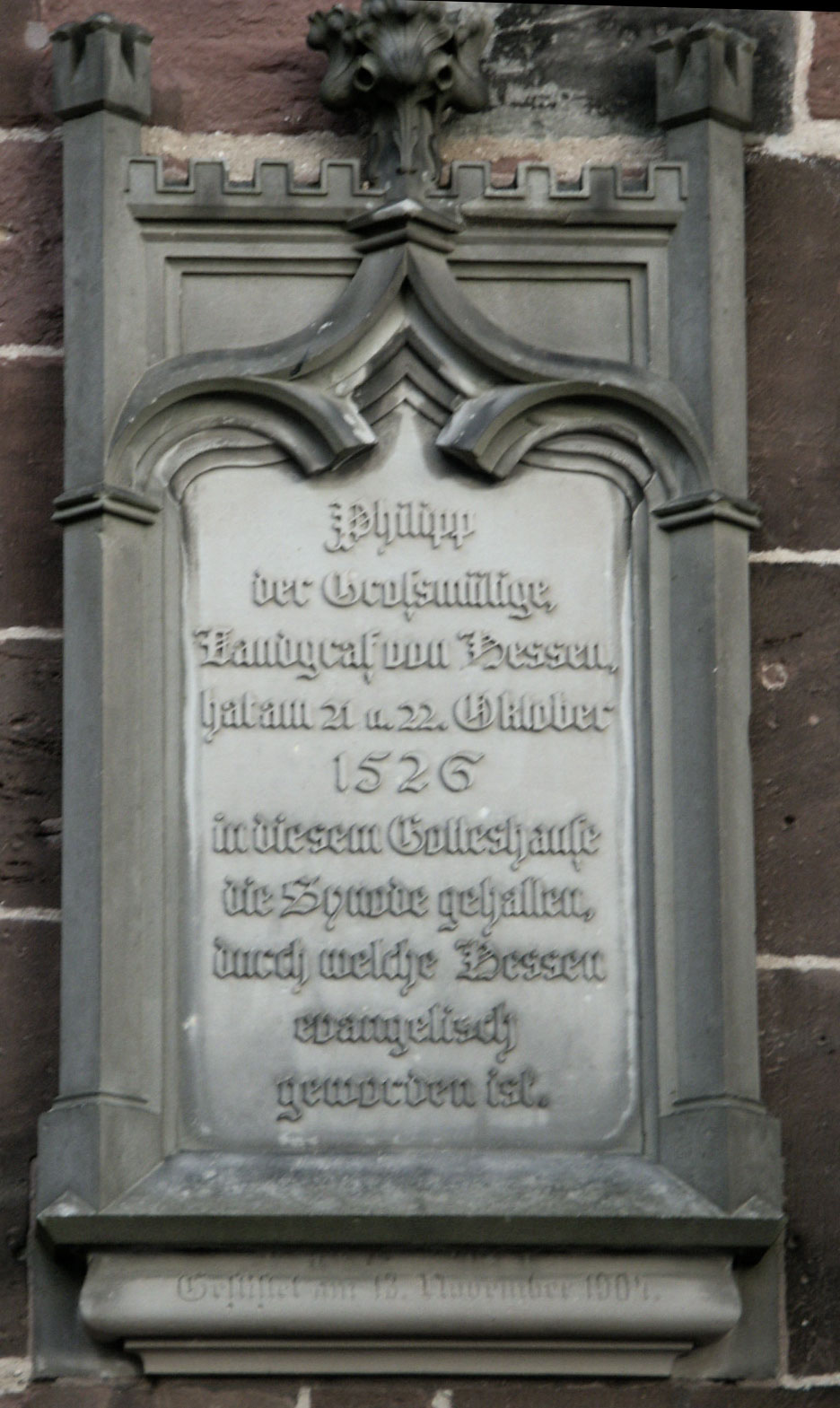
Gedenktafel an der Homberger Marienkirche

Zudem sorgte die Einführung der Reformation in der Landgrafschaft Hessen für eine Reform des Schulwesens, die von Martin Luther ausging. Für ihn waren die sprachliche Dreiheit von Logik, Rhetorik und Poetik, sowie Mathematik, Historie, muttersprachlicher Religionsunterricht mit Katechismus und Bibel, Musik und körperliche Übungen besonders wichtige Fächer, die jedem Jungen nahegebracht werden sollten. Die Bemühungen, den Beruf des Lehrers attraktiver zu machen und die Lehrer reformiert ausbilden zu lassen, führten ab 1600 verstärkt zur Entstehung von Dorfschulen, was durchaus als Errungenschaft der Reformation zu werten ist.

## Erinnerung
Heute erinnern vor allem zwei Dinge in oder an der Homberger Kirche an das historische Ereignis:
- zum einen das prächtige, 1893 von der in Kassel ansässigen Glasmalerei-Werkstatt Ely geschaffene Reformationsfenster im Chor, das die Homberger Synode sowie die Reformatoren im Marburger Religionsgespräch darstellt
- zum anderen eine Gedenktafel, die neben dem um 1374 von Tyle von Frankenberg geschaffenen Schmuckportal an der Außenwand der Kirche angebracht ist

Auf dem Homberger Marktplatz steht ein Denkmal, das den Landgrafen Philipp in sitzender Pose darstellt. Es wurde von Ewald Rumpf im Auftrag der Stadt Homberg erstellt und am 21. Oktober 2001 anlässlich der 475-Jahr-Feier der Homberger Synode enthüllt.
In Kassel erinnern zwei Reliefs des verlorenen Landgraf-Philipp-Denkmals an die Ereignisse der Reformation. Sie sind heute an der Außenmauer der Martinskirche angebracht.